# Gino Pesaressi
Gino Manuel Pesaressi Torres (Lima, 14 de diciembre de 1987) es un modelo, bailarín, actor y personalidad de televisión peruana, que ha desarrollado su carrera artística en programas televisivos de su país.

## Biografía

### Primeros años
Proveniente de una familia de clase media alta, estudió la carrera de Ciencias de la Comunicación, en el cual optó con abandonarla. Previo a ello, realizó el oficio de mesero a la edad de los quince años en un restaurante en común.

## Trayectoria

### Carrera en la televisión
Tiempo después, comenzaría su carrera artística como modelo a la edad de veintidós años, participando en desfiles de moda y comerciales de televisión allá por 2010. Pero no fue hasta el año 2011, cuando fue propuesto por el productor peruano Peter Fajardo para ser parte del programa concurso peruano Very verano por la televisora local América Televisión, conformando el staff de modelos junto a otras figuras televisivas Nicola Porcella, Nico Ponce, Vanessa Tello, Jazmín Pinedo, Leslie Shaw y Rodrigo Fernandini. Tras la cancelación del espacio, participó con el mismo rol en la otra producción del canal Habacilar. Al año siguiente, se sumaría al elenco principal del reality show de competencia física Esto es guerra, permaneciendo por varias temporadas consecutivas hasta su retiro en 2016, regresando en los años 2020 y 2022, en esta última como presentador invitado.
Pesaressi concursó en el reality show de baile El gran show, consagrándose como ganador de las temporadas 2013y 2022.
En 2016, inicia su participación en el programa de telerrealidad Reto de campeones con el mismo rol de Esto es guerray concursó en el otro formato Los reyes del playback coronándose como campeón de la temporada.
Fue conductor del programa de prensa rosa Amor de verano junto a la modelo Tilsa Lozano a inicios del año 2018.Tras la cancelación del espacio, Pesaressi presta su colaboración con la productora Cathy Sáenz para elaborar la restructuración El origen del origen ese mismo año, en el cual asumiría el rol de coach del equipo Guerra y en 2021 fue coconductor del magacín peruano En boca de todos en reemplazo del locutor Carlos Banderas «Carloncho» hasta su renuncia al año siguiente.
En el 2023, Pesaressi fue anunciado como participante de la cuarta temporada del reality culinario El gran chef famosos por el canal Latina Televisión, en el cual competiría con otras celebridades del medio local.

### Carrera en la actuación
La popularidad como estrella de telerrealidad, le ha permitido a Pesaressi incursionar en la actuación, formándose en diferentes talleres de teatro.Al año siguiente, protagoniza la miniserie Cholo powers de la mano de la productora Michelle Alexander en 2013, interpretando a Fabiano Sanguinetti, y más tarde, se incluye al reparto principal de la telenovela Ven, baila, quinceañera el año 2015, bajo el personaje de Daniel «Dani» Suárez, el coreógrafo del programa del mismo nombre. Seguidamente, Pesaressi coprotagonizó la película de terror peruana Maligno de Martin Casapía Casanova, en el papel de Andrés.
En el teatro, fue protagonista de las obras teatrales Chicos católicos, apostólicos y romanos compartiendo roles con los actores Giovanni Arce y Nico Ames, y el musical Descendientes en 2016.
En 2022, es incluido en el reparto principal del programa cómico Chapa tu money del proyecto audiovisual No Somos TV, propiedad de los comediantes Ricardo Mendoza y Jorge Luna, bajo el formato de improvisación teatral. Ese mismo año tuvo una breve participación en la telenovela Maricucha.

## Filmografía

### Televisión
| Año       | Título                  | Papel                                  | Notas                                        | Emisión               |
| --------- | ----------------------- | -------------------------------------- | -------------------------------------------- | --------------------- |
| 2011      | Very verano             | Él mismo                               | Modelo                                       | América Televisión    |
| 2011      | Habacilar               | Él mismo                               | Modelo                                       | América Televisión    |
| 2012-2016 | Esto es guerra          | Él mismo                               | Competidor                                   | América Televisión    |
| 2020      | Esto es guerra          | Él mismo                               | Competidor                                   | América Televisión    |
| 2022      | Esto es guerra          | Él mismo                               | Presentador invitado                         | América Televisión    |
| 2012      | Al fondo hay sitio      | Lauro                                  | Rol secundario                               | América Televisión    |
| 2013-2014 | Cholo powers            | Fabiano Sanguinetti                    | Rol protagónico                              | América Televisión    |
| 2013      | El gran show            | Él mismo                               | Participante (primer puesto)                 | América Televisión    |
| 2022      | El gran show            | Él mismo                               | Participante (primer puesto)                 | América Televisión    |
| 2013      | Reyes del show          | Él mismo                               | Participante (segundo puesto)                | América Televisión    |
| 2014      | Gisela, el gran show    | Él mismo                               | Participante de la secuencia Mi hombre puede | América Televisión    |
| 2015-2018 | Ven, baila, quinceañera | Daniel Rodrigo Sánchez Mallca / «Dani» | Rol principal                                | América Televisión    |
| 2016      | Reto de campeones       | Él mismo                               | Competidor                                   | Latina Televisión     |
| 2016      | Los reyes del playback  | Él mismo                               | Participante (primer puesto)                 | Latina Televisión     |
| 2018      | Amor de verano          | Él mismo                               | Presentador                                  | Latina Televisión     |
| 2018      | El origen del origen    | Él mismo                               | Coach del equipo Guerra                      | ATV                   |
| 2018      | Combate                 | Él mismo                               | Coach del equipo Rojo                        | ATV                   |
| 2021-2022 | En boca de todos        | Él mismo                               | Copresentador                                | América Televisión    |
| 2022      | Chapa tu money          | Él mismo                               | Parte del elenco                             | No Somos TV (YouTube) |
| 2022      | Maricucha               | Sebastián                              | Rol recurrente                               | América Televisión    |
| 2023      | El gran chef famosos    | Él mismo                               | Participante (temporada 4)                   | Latina Televisión     |
| 2025      | El gran chef famosos    | Él mismo                               | Participante (temporada 12)                  | Latina Televisión     |

### Cine
| Año  | Título                | Papel   | Notas               |
| ---- | --------------------- | ------- | ------------------- |
| 2016 | Maligno               | Andrés  | Coprotagonista      |
| 2018 | No me digas solterona | Ignacio | Personaje principal |

## Teatro
- Chicos católicos, apostólicos y romanos (2016)
- Descendientes, el musical (2016)